# 제천 사자빈신사지 사사자 구층석탑
제천 사자빈신사지 사사자 구층석탑(堤川 獅子頻迅寺址 四獅子 九層石塔)은 충청북도 제천시 사자빈신사지에 있는, 고려시대의 석탑이다. 1963년 1월 21일 대한민국의 보물 제94호로 지정되었다.

## 개요
빈신사터에 세워져 있는 고려시대의 탑으로 상·하 2단으로 된 기단 위에 4층의 지붕돌을 얹은 모습이다.
아래기단은 글이 새겨져 있어 탑의 조성 경위를 알 수 있으며 위기단은 사자 4마리를 배치하여 탑신을 받치고 있는 특이한 모습이다. 네 모서리에 한마리씩 배치한 사자의 안쪽 공간에 불상을 모셔 두었다. 앉은 모습의 불상은 특이하게도 두건을 쓰고 있으며 표정이 매우 흥미롭다. 이러한 양식은 통일신라시대의 구례 화엄사 사사자 삼층석탑(국보 제35호)을 모방한 것으로 이 밖에도 몇 기의 탑이 더 전해지고 있다. 현재 탑신에는 지붕돌이 4층까지 남아 있는데, 아래기단에 있는 글을 통해 원래는 9층이었음이 확인되었다.
고려 현종 13년(1022)에 만들어진 이 탑은 연대가 확실하여 각 부의 구조와 양식, 조각수법 등 다른 석탑의 조성연대를 추정하는데 기준이 되는 중요한 탑이다.

## 현지 안내문

### 국문 설명
제천 사자빈신사지 사사자 구층석탑
堤川 獅子頻迅寺址 四獅子 九層石塔

보물 제94호
석탑은 부처의 유골을 모신 조형물로, 실제로 유골을 모시지 않은 경우에도 상징적으로 부처를 모신 곳으로 여겨진다. 제천 사자빈신사지 사사자 구층석탑은 우리나라에 흔한 화강암으로 만든 석탑이다. 바닥돌 위에서 사자 네 마리가 몸돌을 떠받치는 특이한 형태가 구례 화엄사 사사자 삼층석탑(국보제35호)의 모습과 비슷하다.
몸돌 아래 사자상 안쪽 공간에는 인물 석상이 있는데 부처상인지, 승려상인지 정확히 알 수 없다. 몸돌에는 고려 현종 13년(1022)에 부처님의 힘을 빌려 적을 물리치려는 소망을 담아 9층의 탑을 세운다는 글귀가 절 이름과 함께 새겨져 있다. 탑의 위쪽 부분이 없어졌지만 만든 시기가 확실하므로 다른 탑을 연구하는 데 기준이 되는 중요한 탑이다.

### 영문 설명
Four Lion Nine-story Stone Pagoda at Sajabinsinsa Temple Site, Jecheon
Treasure No. 94
A pagoda is a symbolic monument enshrining the relics or remains of the Buddha. In many cases, a pagoda does not contain the actual remains, but is still regarded as a sacred place enshrining the Buddha.
This pagoda was built in 1022 during the early period of the Goryeo dynasty (918-1392). According to the inscription on the base tier, this pagoda originally had nine stories and was erected in the hopes of receiving the Buddha’s help in preventing another Khitan invasion.
The remaining parts of the pagoda include a two-tiered base, five body stones, and four roof stones. Four lions sit atop the base and support the body of the pagoda. Behind the lions is a stone figure which is said to be a representation of either Vairocana Buddha (the Cosmic Buddha), a bodhisattva, or a monk.

## 사진

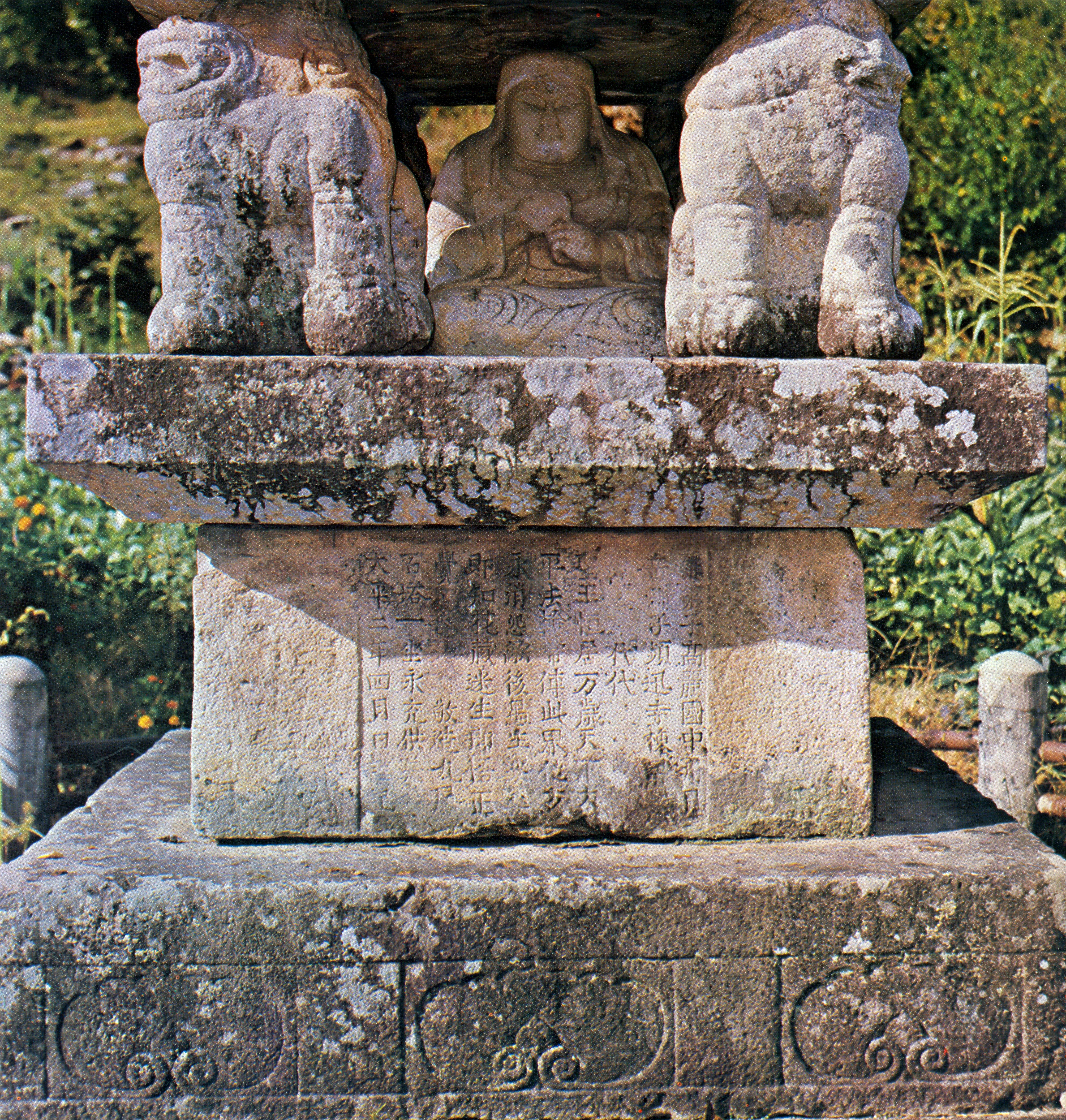
탑신에 새겨진 명문과, 탑 안에 봉안된, 두건 쓴 불상

## 같이 보기
- 구례 화엄사 사사자 삼층석탑 - 국보 제35호

## 참고 자료
- 제천 사자빈신사지 사사자 구층석탑 - 국가유산청 국가유산포털